# 金牛座M85左輪手槍
金牛座M85（Taurus Model 85）是由巴西槍械生產商金牛座公司（英語：Taurus）推出的一款.38口徑左輪手槍。

## 概述
金牛座M85在外型和設計上均與史密斯威森所製造的左輪手槍十分相似；發射.38特種彈，具單/雙動扳機，可載5發子彈。

## 型號
- Model 85 - 原裝版本
- Model 856 - 6發彈巢版本
- Model 85 VTA  - 透明握把版本

## 使用國
- 新加坡
  - 新加坡警察部隊
  - 輔助警察
  - 警察少年團
  - 移民與關卡局
  - 中央肅毒局
  - 監獄屬
- 美国
  - 部份地方警察局